# 悲痛之夜
“悲痛之夜”（西班牙語：La Noche Triste）是发生于1520年6月30日的一次阿兹特克帝国与西班牙征服者之间的小规模冲突，是西班牙征服阿兹特克帝国期间的一个重要事件。西班牙征服者埃尔南·科尔特斯等人在阿兹特克帝国皇帝蒙特苏马二世死后，被迫从阿兹特克首都特诺奇蒂特兰杀出一条血路，受阿兹特克人围追堵截，造成了十分惨重的伤亡。后人将这夜称为“悲痛之夜”。

## 序幕

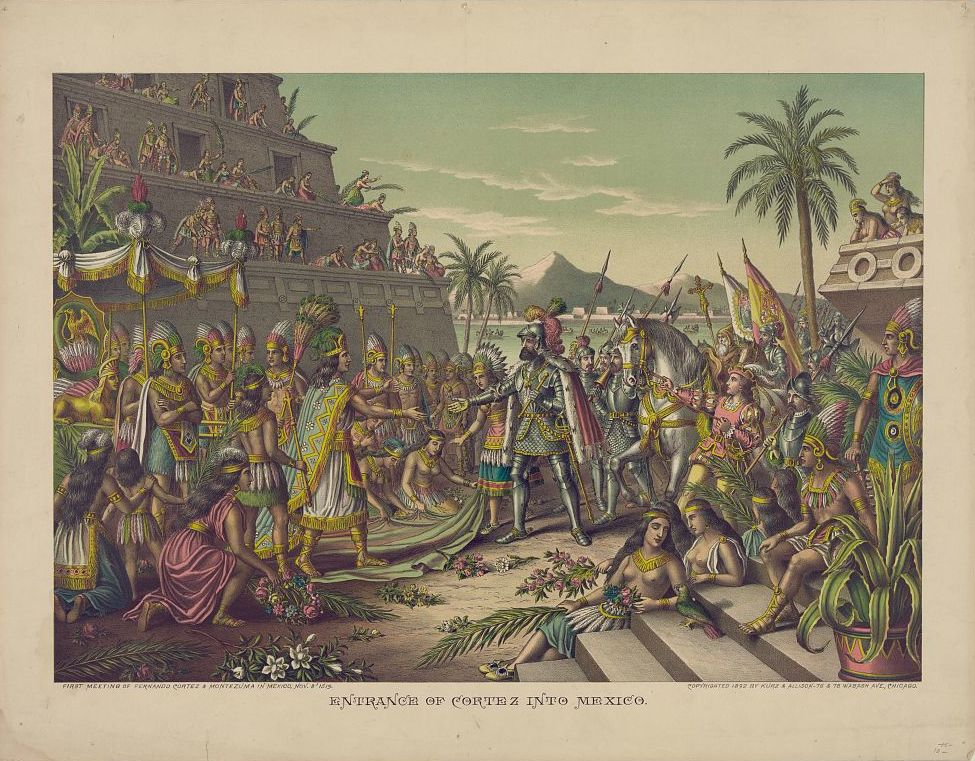
科尔特斯和蒙特苏马二世

埃尔南·科尔特斯等人于1519年11月8日到达阿兹特克帝国首都特诺奇蒂特兰，并在10天后开始在一个当地人为他们准备的院落中居住了下来。此后不久，由于垂涎于当地人无数的金银财宝，他们便捕获了蒙特苏马二世作为人质。科尔特斯要求蒙特苏马二世告诉他的子民：西班牙人是神派来的使者。虽蒙特苏马二世这么做了，但他的子民仍然半信半疑。此后六个月，科尔特斯一行以及原住民盟友特拉斯卡拉人（Tlaxcaltecas）变得越来越不受欢迎。
1520年6月，古巴总督以科尔特斯抗命的罪名，便派人带了一支军队来逮捕他。科尔特斯把特诺奇蒂特兰的管理权交给他最信任的助手佩德罗·德·阿尔瓦拉多（Pedro de Alvarado）后，便独自率兵急驰到海岸，在那里击败了古巴总督的军队。科尔特斯告诉被打败的士兵们：特诺奇蒂特兰有无尽的财富，士兵们经不住诱惑，同意加入他的远征队。得到了兵力补充后，科尔特斯等人返回了特诺奇蒂特兰。
科尔特斯离开的这段时间里，特诺奇蒂特兰城内并不太平。留守的阿尔瓦拉多得到情报，阿兹特克人准备袭击西班牙人驻地，所以他决定先发制人。当时阿兹特克的贵族和祭司正在维齐洛波奇特利神庙举办庆典， 阿尔瓦拉多和西班牙士兵突然闯入，屠杀了所有神庙内的阿兹特克人。屠杀的消息传开后，愤怒的阿兹特克人包围了西班牙人的院落，蒙特苏马二世就关在里面。当科尔特斯于六月下旬赶回特诺奇蒂特兰时，阿兹特克人已经选举了一位新皇帝奎特拉瓦克（Cuitláhuac）。
面对急剧恶化的局势，科尔特斯不得已又把蒙特苏马二世抬了出来。他让蒙特苏马二世站在台上，劝告民众停止对西班牙人的攻击，让他们和平离开。但此时他早在人民心中威信扫地，台下的人纷纷谴责他的懦弱，向他掷去石块和短矛，砸在他的头、胳膊和腿上。蒙特苏马二世的头部受了重伤，血流如注，从台上跌落，昏倒在地。几天后，蒙特苏马因伤重死去（一说被西班牙人蓄意杀害）。

## 经过

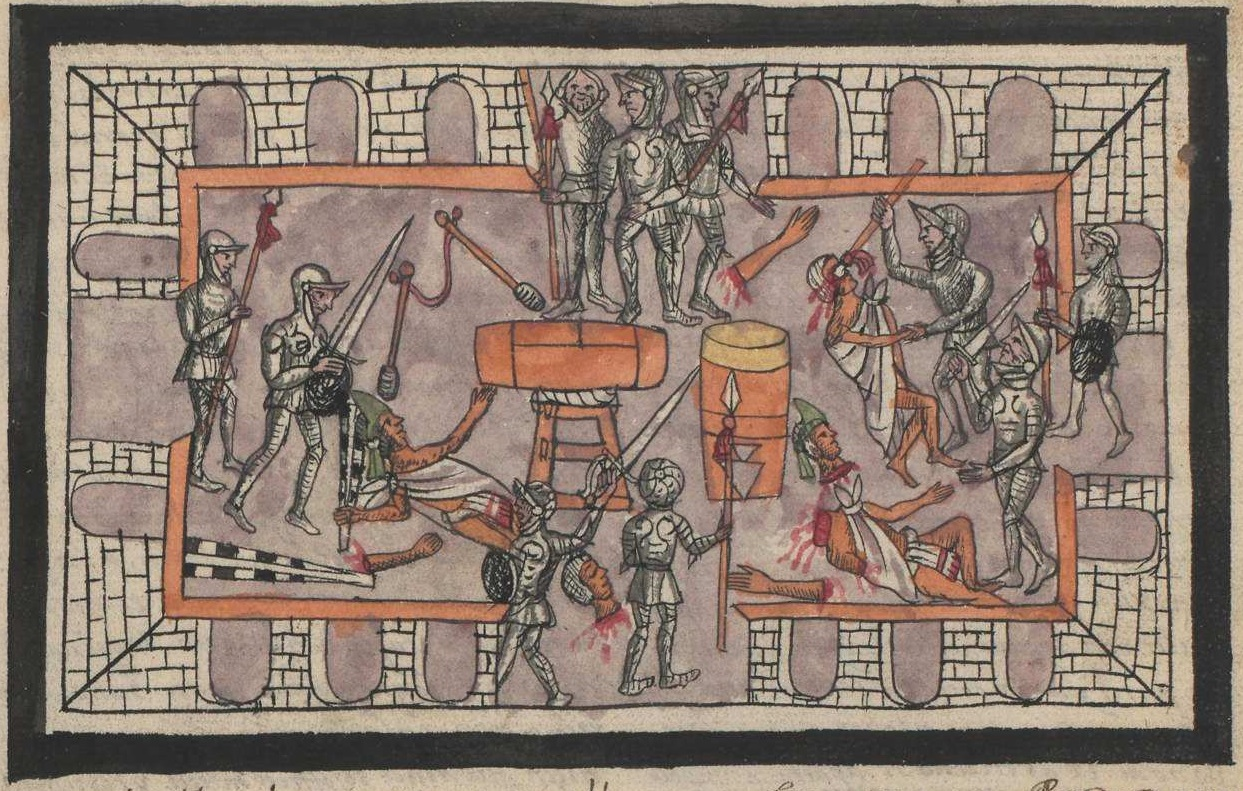
西班牙人冲入神庙进行屠杀

蒙特苏马二世死后，科尔特斯明白自己麻烦大了：阿兹特克人持续不断地攻击院落，火药、食物和饮用水也即将告罄。因此科尔特斯决定冒险趁夜色突围，离开特诺奇蒂特兰。
为使阿兹特克人放松警惕，他向对方提议停火一周，在此时间内西班牙人将交还所有掠得财宝，而阿兹特克人则应允许他们在履行上述承诺后和平离去。特诺奇蒂特兰是湖中之城，有八条通道连着湖岸，阿兹特克人在暴乱时破坏了其中四条通道。为解决这一问题，西班牙人制作了一副便携式的桥，用来架设在某些深水区上。科尔特斯让士兵们带上尽可能多的黄金、战利品或者他们想拿上的东西。正是这一命令致使很多人在随后的逃亡中丧生。
6月30日晚，科尔特斯和他的军队离开院落，向通往特拉科潘的通道行进。通道无人看守，西班牙人就在暴风雨的掩护中，沿着蜿蜒曲折、复杂难辨的道路，在这座沉睡的城市中穿行。但在他们到达通道前，一名阿兹特克士兵发现了他们并拉响警报。还有另一种说法是，一个打水的妇女发现了西班牙人在行军。总之不论如何，偷偷溜出城是不可能了，惟有战斗才能赢得生路。
战斗进行得异常惨烈。当西班牙军队好不容易到达通道，却发现两旁湖中有数百条独木舟在攻击他们。西班牙人冒雨在通道上杀出一条血路。他们的桥派上了用场，可以时不时地用来逾越壕沟。随着战斗的持续，一些壕沟被死者的尸体和行囊填满，逃亡者们都可以直接踩过去。很多西班牙人在此时为他们的贪婪付出了惨痛的代价：金子和其它随行物品的重量，使许多人在通道上立足不稳，落水溺毙。
至于科尔特斯，他带领一支骑兵部队冲在前面，因此最先到达座落在岸边的特拉科潘，而身后的其他人还留在通道上面对凶残的敌人。科尔特斯本可以就这样离开，把属下弃之不顾，但他看到许多受伤的幸存者仍在努力越过通道时心头一震，立刻指挥骑兵返身杀回。他们救出了失去战马并身负重伤的阿尔瓦拉多，后者正和一队西班牙人和特拉斯卡拉人在一起。据记载，泪水在这一刻充满科尔特斯的眼眶，因为他意识到，自己的失败是何等彻底。
科尔特斯和他的部下在伤痕累累、筋疲力尽的状态下，奋力逃出了特诺奇蒂特兰，科尔特斯本人也在战斗中负了伤。无疑部队的损失是极其惨重的，他们失去了全部的火炮和大部分马匹。损失的人员数目有多种版本：科尔特斯声称有154名西班牙人和超过2000名特拉斯卡拉人丧生；索恩·卡诺是另一名“悲痛之夜”的亲历者，他说有1170名西班牙人战死，但这个数字超过了部队的实际总人数；弗朗西斯科·洛佩斯·哥马拉（Francisco López de Gómara）不在场，他给出的估计数字是450名西班牙人和4000名土著在那个夜晚失去性命；而根據貝爾納爾·迪亞斯·德爾·卡斯蒂略（Bernal Díaz del Castillo）在所著的征服新西班牙信史中的估計則約860人，而特拉斯卡拉人則約在1200人左右。

## 后续
西班牙人从北方的孙潘戈湖（Zumpango）逃脱，但更残酷的战争等待着他们。两星期后的奥图巴战役，科尔特斯率领他的征服者部队，以劣势兵力大败阿兹特克大军，为西班牙人挽回了颜面。此役胜利后，科尔特斯带着残部成功撤退到了特拉斯卡拉人部落，并以此为据点，在一年后包围了特诺奇蒂特兰，最终彻底毁灭了阿兹特克帝国。 